# Амазон бразильський
Амазон бразильський (Amazona kawalli) — птах родини папугові. Поширений у басейні Амазонки.

## Зовнішній вигляд
Довжина тіла 35—37 см. Оперення зелене. Потилиця й спина білі-зелені. Вигин крила й підхвістя лимонні. Першорядні махові фіолетові. Має три червоні «дзеркальця» на другорядних махових. Стернові пера хвоста лимонні, знизу фіолетово-сині. Кільця навколо очей сірі. Безпера зона при основі дзьоба — біла. Наддзьобок сірий з боками кольору кістки. Піддзьобок кольору кістки. Райдужка червона.
Дуже схожий на жовтолобого амазона, тривалий час вважали його підвидом. Лише в 1989 році виділений у самостійний вид, тому що він чітко відрізняється за деякими ознаками від амазона жовтолобого. Наприклад, світлою складкою шкіри при основі піддзьобка. Крім того, амазони бразильські менше, чим амазони жовтолобі.

## Розповсюдження
Поширений у Центральній Бразилії, басейні Амазонки.

## Спосіб життя
Населяє вологі тропічні сельви у берегів річок. Про спосіб життя цих амазонів практично нічого не відомо.